# Sporting Clube de Bissau
El Sporting Clube de Bissau, conocido comúnmente como Sporting de Bissau, es un equipo de fútbol de Guinea-Bisáu que milita en el Campeonato Nacional de Guinea Bissau, la competición máxima de fútbol en el país.

## Historia
Fue fundado en el año 1936 en la capital Bisáu y su nombre y uniforme se debe a su similar de Lisboa, Portugal, el Sporting Clube de Portugal.
Es el equipo más exitoso de Guinea-Bisáu, consiguiendo 14 títulos de liga, 6 copas locales y 2 supercopas, aparte de ser el único equipo que nunca ha descendido del Campeonato Nacional de Guinea-Bisáu.
También han formado parte de la Copa de Portugal en 4 ocasiones, en las cuales no pudo superar la fase de octavos de final.

## Palmarés
- Campeonato Nacional de Guinea Bissau: 14

1983, 1984, 1986, 1991, 1992, 1994, 1997, 1998, 2000, 2002, 2004, 2005, 2007, 2021
- Taça Nacional de Guinea-Bissau: 6

1976, 1982, 1986, 1987, 1991, 2005
- Super Taça Nacional de Guinea-Bissau: 2

2004, 2005

## Participación en competiciones de la CAF
| Temporada | Torneo                            | Ronda      | Club                       | Casa  | Visita | Global |
| --------- | --------------------------------- | ---------- | -------------------------- | ----- | ------ | ------ |
| 1977      | Recopa Africana                   | 1          | Cedar United               | 1-0   | 1-1    | 2-1    |
| 1977      | Recopa Africana                   | 2          | Canon Yaoundé              | 0-4   | 1-7    | 1-11   |
| 1984      | Copa Africana de Clubes Campeones | Preliminar | Real de Banjul FC          | 2-0   | 0-0    | 2-0    |
| 1984      | Copa Africana de Clubes Campeones | 1          | Hafia FC                   | w.o.1 | w.o.1  | w.o.1  |
| 1984      | Copa Africana de Clubes Campeones | 2          | JS Kabylie                 | w.o.2 | w.o.2  | w.o.2  |
| 1985      | Copa Africana de Clubes Campeones | Preliminar | ASC Garde Nationale        | 1-2   | 0-1    | 1-3    |
| 1987      | Copa Africana de Clubes Campeones | 1          | Asante Kotoko FC           | w.o.2 | w.o.2  | w.o.2  |
| 1993      | Copa Africana de Clubes Campeones | Preliminar | Étoile Filante Ouagadougou | w.o.2 | w.o.2  | w.o.2  |
| 2000      | Liga de Campeones de la CAF       | Preliminar | Horoya AC                  | 1-1   | 0-2    | 1-3    |
| 2008      | Liga de Campeones de la CAF       | Preliminar | OC Khouribga               | 0-2   | 0-2    | 0-4    |

1- Hafia FC abandonó el torneo.

2- SC Bissau abandonó el torneo.

## El Club en la Estructura del Fútbol Portugués
| Temporada | Torneo           | Ronda            | Club            | Casa | Visita | Global |
| --------- | ---------------- | ---------------- | --------------- | ---- | ------ | ------ |
| 1967      | Copa de Portugal | Octavos de final | SC Beira Mar    | 3-5  | 0-6    | 3-11   |
| 1970      | Copa de Portugal | Octavos de final | SC Braga        | 1-0  | 0-3    | 1-3    |
| 1972      | Copa de Portugal | 1                | UD Sintrense    | 0-2  | X      | 0-2    |
| 1972      | Copa de Portugal | 1                | Oriental Lisboa | 0-1  | X      | 0-1    |